# Postgeschichte und Briefmarken Deutschlands unter alliierter Besetzung

Deutsche Länder in den Besatzungszonen (Stand Juni 1947 bis April 1949)

Im besetzten Nachkriegsdeutschland war das gesamte Nachrichtenwesen der Überwachung und den Anordnungsbefugnissen der Militärregierungen der vier Siegermächte unterworfen, die sie unterschiedlich handhabten. Entsprechend unterschiedlich in Zeit und Form konnten die unteren Postbehörden mit den ihnen vorgesetzten Militärs dringend notwendige Postdienste nach den gegebenen örtlichen Möglichkeiten vereinbaren und aufnehmen. Anfangs konnten nur Ortssendungen angenommen, befördert und zugestellt werden.

## Beschreibung
Zuerst wurde der Behördenbriefverkehr durch Kuriere in die nächste Umgebung eingerichtet und nach und nach erweitert. Dem folgte bald die Zulassung des privaten Ortsbriefverkehrs. Ab Juli 1945 wurde der Briefverkehr schrittweise auf die Ländergebiete, bis Oktober auf die gesamte jeweilige Zone, und kurz darauf auch auf die übrigen Besatzungszonen ausgedehnt. In der Regel waren nur gewöhnliche Postkarten und offene Behörden-, Banken- und Geschäftsbriefe zugelassen.
Besonders stark gefördert wurden die Postverbindungen für die im Kriege als Fremdarbeiter nach Deutschland verschleppt gewesenen Ausländer und für die Arbeit des Roten Kreuzes. Für den Postverkehr von Banken, Krankenhäusern, Feuerwehr und Polizei wurden Kurierdienste mit oder ohne Mitwirkung der Post eingerichtet.
War die örtliche Post in der Lage, einen Fahrzeugverkehr zu organisieren, wurde Anschluss an Nachbarbereiche oder zur nächstgelegenen Verteilerstelle aufgenommen.
Das Rückgrat der Postbeförderung, die Bahnpost, kam nur langsam wieder in Gang. Die Bahnstrecken waren durch Kriegseinwirkung weitgehend zerstört. Waren sie wieder befahrbar, fehlte es an Kohle. Erst wenn diese beschafft war, konnten Züge mehr oder weniger regelmäßig fahren. Waren dann auch noch einigermaßen brauchbare Bahnpostwagen aufzutreiben, konnten die Bahnpostler ihren schweren Dienst wiederaufnehmen. Immerhin konnten so größere Postbezirke miteinander verbunden werden. Im Herbst 1945 bestanden auch bereits Verbindungen im Interzonenverkehr. Die erste deutsche Bahnpost, die über die Landesgrenze hinausging, fuhr am 1. September 1948 zwischen Frankfurt am Main und Venlo. Am 29. August 1946 wurde ein Luftpostverkehr von den USA nach Deutschland aufgenommen. Fast täglich besserte sich die Lage. Die Improvisationsfähigkeit der Postler an der Basis ist heute kaum zu ermessen.
Mit kriegsbedingten Einschränkungen galt noch immer die Postordnung von 1929, in deren Anlage die Postgebühren geregelt waren. Allerdings konnte die Postordnung nach der Kapitulation, am 8. Mai 1945, für einige Zeit nicht mehr angewendet werden, der Postverkehr war von den Alliierten eingestellt worden. Mit Wirkung vom 1. März 1946 wurde auf Anordnung des Alliierten Kontrollrats in allen vier Besatzungszonen einschließlich Groß-Berlin gleichmäßig sämtliche Postgebühren – ausgenommen die Postanweisungen, die Postscheckgebühren und die Wertangabegebühren – verdoppelt.
Vom 6. März 1947 an stand das Post- und Fernmeldewesen in der amerikanischen und britischen Zone (sogenannte Bizone) unter einheitlicher Leitung. Am 1. Mai 1948 wurde der Luftpostdienst aus dem Vereinigten Wirtschaftsgebiet nach dem Ausland, unter besonderen Bedingungen, zugelassen. Die erste innerdeutsche Luftpost wurde am 15. Juli 1948 zwischen Frankfurt am Main und Berlin geflogen, seit dem 5. Januar 1949 auch zwischen Hamburg und Stuttgart.
Am 20. Juni 1948 wurde die Währungsreform zum 21. Juni verkündet, die Einführung der Deutschen Mark (DM) in „Westdeutschland“ (d. h. in der Britischen, Amerikanischen und Französischen Besatzungszone). In den Tagen vom 21. bis 23. Juni 1948 konnten, im Westen, die alten Freimarken aufgebraucht werden, es war dann der 10-fache Betrag zu verkleben, so entstanden die sogenannten 10-fach-Frankaturen.
In der sowjetischen Besatzungszone erfolgte am 23. Juni 1948 ebenfalls eine Reform, wobei alte Reichsmarkscheine einfach mit Kupons und Wertaufklebern versehen wurden.
Die vom „Direktor der Verwaltung für das Post- und Fernmeldewesen“ aufgrund des Artikels II des Gesetzes über Leitsätze für die Bewirtschaftung und Preispolitik nach der Währungsreform vom 24. Juni 1948 erlassene „Zweite Anordnung über Gebühren im Post- und Fernmeldewesen“ vom 8. August 1948 brachte mit Wirkung vom 1. September 1948 eine grundlegende Neuregelung der Postgebühren. In dieser Anordnung wurden alle Gebühren im Postwesen (einschließlich der Postzeitungsgebühren, der Postreisegebühren, der Postscheckgebühren und der Auslandsgebühren) neu festgesetzt. Die Gebührensätze lagen im Durchschnitt um 50 von Hundert über dem Stand von 1933 (letzte Gebührenneuregelung vor dem Zweiten Weltkrieg). Die Postanweisungs- und die Postscheckgebühren blieben unverändert auf dem Stand von 1933. Die neuen Gebühren galten vom 4. Oktober 1948 an auch in der französischen Besatzungszone.
Im Jahr 1948 verkehrten wieder Postbusse.

## Die einzelnen Zonen

### Sowjetische Zone
Die Postverwaltung in der sowjetischen Zone behielt die auf Anordnung des Alliierten Kontrollrats am 1. April 1946 festgesetzten Postgebühren zunächst noch bei und ging auch in der Folgezeit in der Gebührenfestsetzung ihre eigenen Wege. Es galt seitdem der Grundsatz: Im Verkehr nach der Deutschen Demokratischen Republik und nach Ostberlin gelten die Inlandsgebührenbestimmungen der Deutschen Bundespost. Für die in der Deutschen Demokratischen Republik und in Ostberlin eingelieferten Sendungen waren die Gebührenbestimmungen der Deutschen Demokratischen Republik maßgebend.

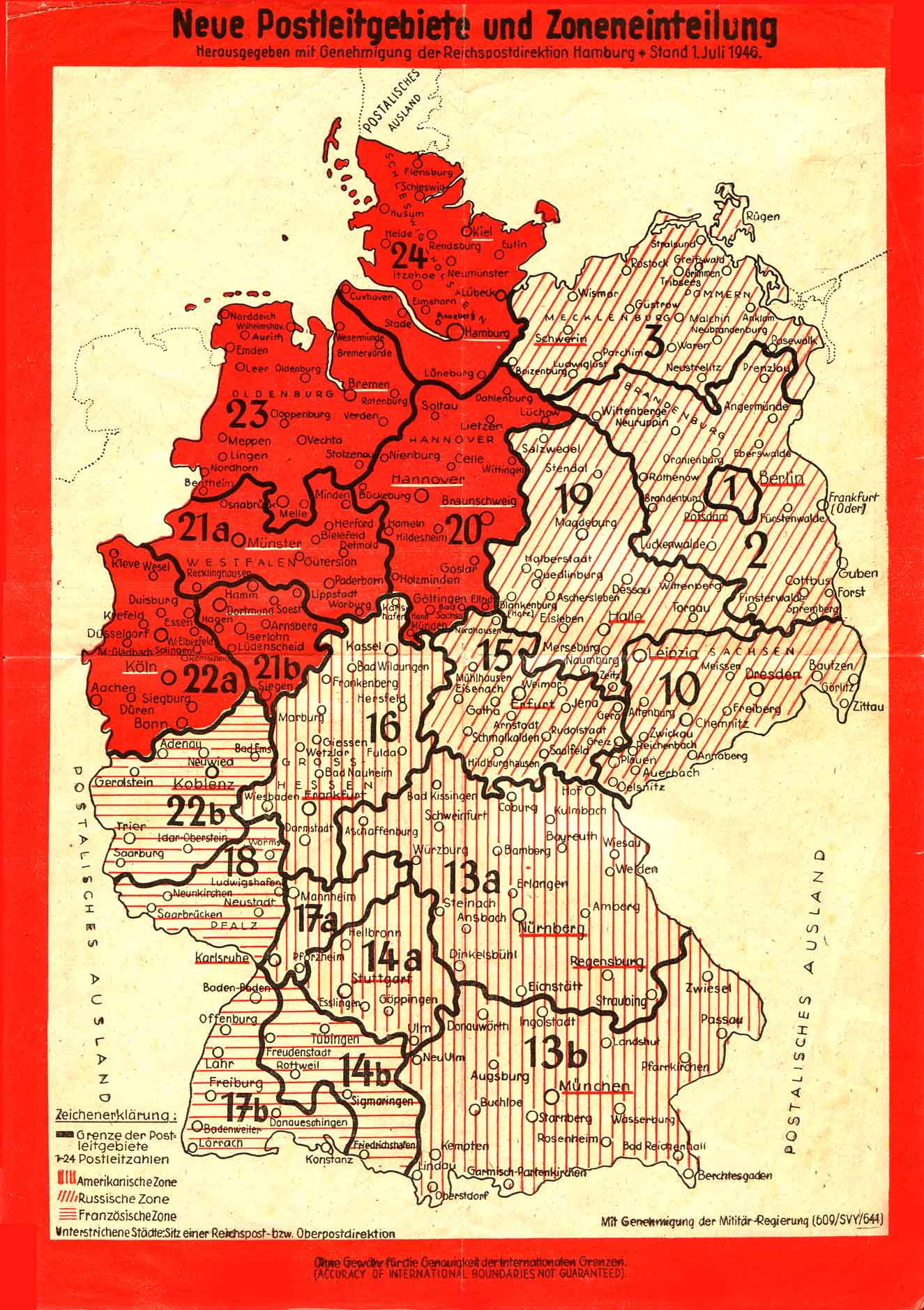
„Postleitgebiets- und Zonen-Karte“ vom 1. Juli 1946. Die Britische Besatzungszone ist rot hervorgehoben. (Postleitzahl (Deutschland))

### Britische Zone
In der britischen Zone nahm bereits am 19. September 1945 die „Reichspost-Oberdirektion für die britische Zone“ (BZRPO) in Bad Salzuflen ihre Tätigkeit auf. Bis dahin war in den Oberpostdirektionen ab Anfang Juni 1945, unabhängig voneinander, ein beschränkter Postdienst von Briefen und Postkarten wiederaufgenommen worden.
Die Besatzungszone war aufgeteilt in die Bezirke Braunschweig, Bremen, Dortmund, Düsseldorf, Hamburg, Hannover, Kiel, Köln und Münster. Aufgabe dieser Behörde war es, dafür zu sorgen, dass den Postverkehr innerhalb der britischen Zone – unter militärischer Oberaufsicht – nach einheitlichen Grundsätzen durchgeführt werden konnte.

### Amerikanische Zone
In der amerikanischen Zone nahm am 1. März 1946 die Oberpostdirektion in München, mit ähnlichen Aufgaben, ihren Dienst auf. Ihr unterstellt waren die Oberpostdirektionen in Frankfurt am Main, Karlsruhe, Nürnberg, Regensburg und Stuttgart.

### Französische Zone
In der französischen Zone gestaltete sich der Aufbau der Verwaltung schwieriger. Nach der Festlegung der Grenzen umfasste das Gebiet die Reichspostdirektions-Bezirke Koblenz und Saarbrücken, außerdem Teile, deren Verwaltungssitz in der US-Zone lag. Die Direktion Saarbrücken war bei der Räumung des Saarlandes verlegt worden und daher noch nicht wieder arbeitsfähig. Man begann im Juni 1945 damit, in Trier und Neustadt an der Weinstraße neue Oberpostdirektionen einzurichten. Die französische Besatzungszone machte eine völlige postalische Neuordnung des rechtsrheinischen Gebiets notwendig. Es kamen im Sommer 1945 Oberpostdirektionen in Freiburg im Breisgau und Tübingen hinzu. Die Leitung übernahm die französische „Direction des PTT du Gouvernement Militaire de la Zone Francaise d'occupation“ mit Sitz in Baden-Baden. Die Franzosen waren an der Bildung einer deutschen Zentralstelle zunächst nicht interessiert, mussten sich aber der Notwendigkeit beugen und am 1. September 1945 in Rastatt ein „Deutsches Postzentralamt in der französischen Zone“ (DPZ) eröffnen.

### Vereinigtes Wirtschaftsgebiet (Bizone)
Anfang August 1946 sollte auf einer Tagung von Postfachleuten in Stuttgart der Aufbau einer zentralen Postverwaltung für die vier Besatzungszonen diskutiert und wenn möglich zur Beschlussfassung vorbereitet werden. Die Vertreter der französischen und sowjetischen Zone erschienen nicht. Nun beschloss die britische und amerikanische Militärregierung eine solche Zentrale Postverwaltung für ihre Zonen. Die „Hauptverwaltung für das Post- und Fernmeldewesen des amerikanischen und britischen Besatzungsgebiets“ (HVPF) mit Sitz in Frankfurt am Main nahm am 16. Oktober 1946 seine Tätigkeit auf. Die Zentralstellen in München und Bad Salzuflen stellten daraufhin ihre Tätigkeit ein.

## Briefmarken

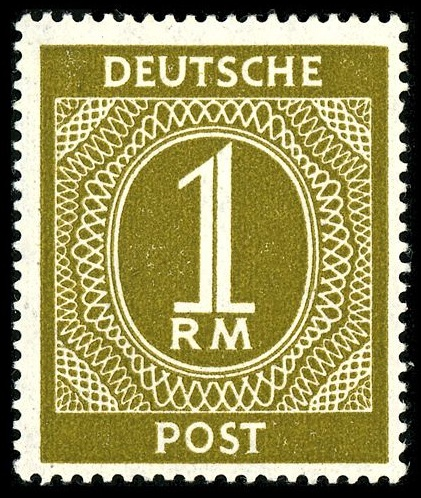
Ausgabe: Deutsche Post, Währung: Eine Reichsmark
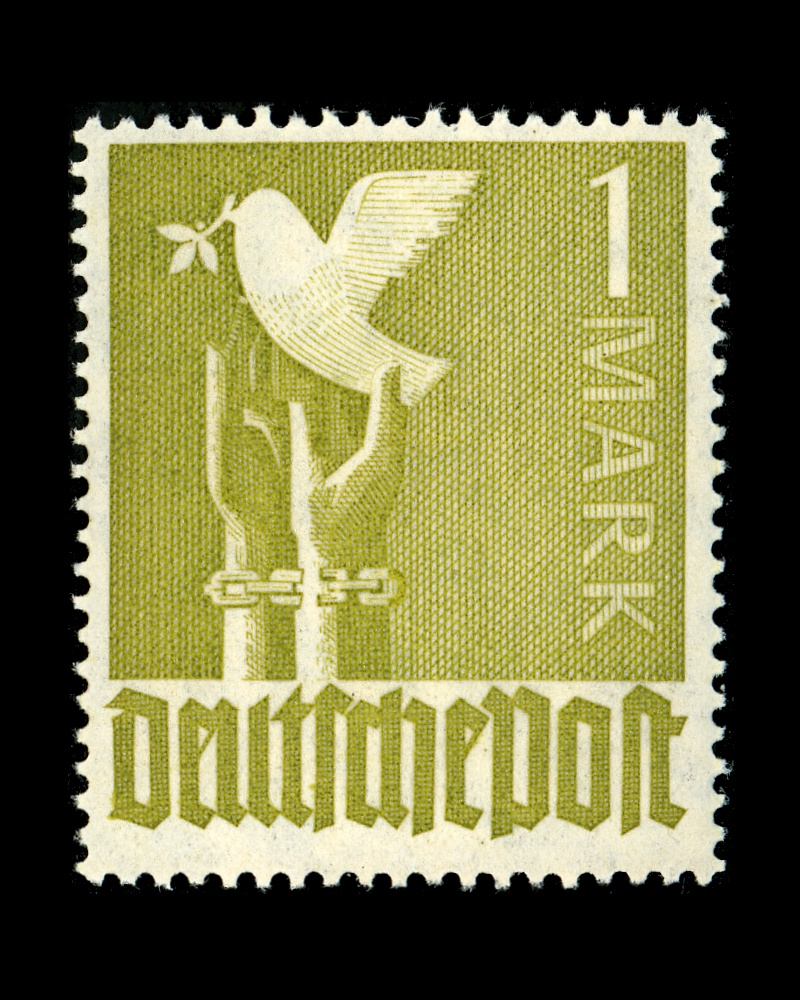
Ausgabe: Deutsche Post, Währung: Eine Mark
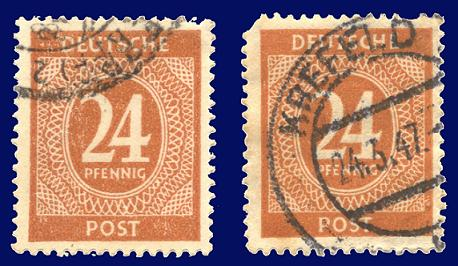
Gemeinschaftsausgaben für die amerikanische, britische und sowjetische Besatzungszone 1946
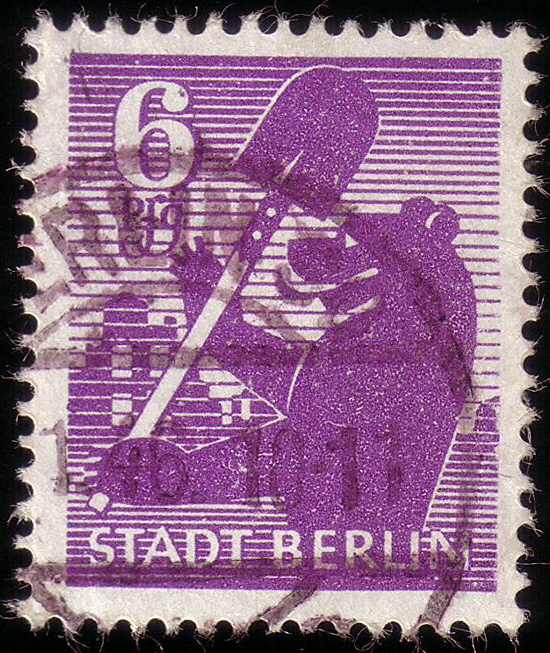
Ausgabe: Sowjetische Besatzungszone 1945